# Kết cấu bê tông ứng suất trước

Sơ đồ bê tông ứng suất trước

Kết cấu bê tông cốt thép ứng suất trước, còn gọi là kết cấu bê tông cốt thép ứng lực trước, hay bê tông tiền áp, hoặc bê tông dự ứng lực (tên gọi Hán-Việt), là kết cấu bê tông cốt thép sử dụng sự kết hợp ứng lực căng rất cao của cốt thép ứng suất trước và sức chịu nén của bê tông để tạo nên trong kết cấu những biến dạng ngược với khi chịu tải, ở ngay trước khi chịu tải. Nhờ đó những kết cấu bê tông này có khả năng chịu tải trọng lớn hơn kết cấu bê tông thông thường, hoặc vượt được những nhịp hay khẩu độ lớn hơn kết cấu bê tông cốt thép thông thường.

## Nguyên lý hoạt động
Cốt thép trong bê tông, là cốt thép cường độ cao, được kéo căng ra bằng máy kéo ứng suất trước, đạt tới một giá trị ứng suất nhất định, được thiết kế trước, nằm trong giới hạn đàn hồi của nó, trước khi các kết cấu bê tông cốt thép này chịu tải. Lực căng cốt thép này làm cho kết cấu bê tông biến dạng ngược với biến dạng do tải trọng gây ra sau này khi kết cấu làm việc. Nhờ đó, kết cấu bê tông cốt thép ứng suất trước có thể chịu tải trọng lớn gần gấp đôi so với kết cấu này, khi không căng cốt thép ứng suất trước. (Khi chịu tải trọng bình thường, biến dạng do tải trọng gây ra chỉ đủ để triệt tiêu biến dạng do căng trước, kết cấu trở lại hình dạng ban đầu trước khi căng, giống như không hề chịu tải gì.)
Ở kết cấu bê tông cốt thép thông thường, thì cốt thép cùng với vật liệu bê tông chỉ thực sự làm việc (có ứng suất) khi có sự tác dụng của tải trọng. Còn ở kết cấu ứng suất trước, trước khi đưa vào chịu tải thì kết cấu đã có trong nó một phần ứng suất ngược rồi. Cốt lõi của việc kết cấu bê tông ứng suất trước có khả năng chịu tải rất lớn là nhờ việc tạo ra các biến dạng ngược với khi làm việc bình thường. Việc sử dụng vật liệu cơ tính cao như: cốt thép cường độ cao, bê tông mác cao,... chỉ là điều kiện phụ trợ để tăng khả năng chịu tải của kết cấu bê tông ứng suất trước.

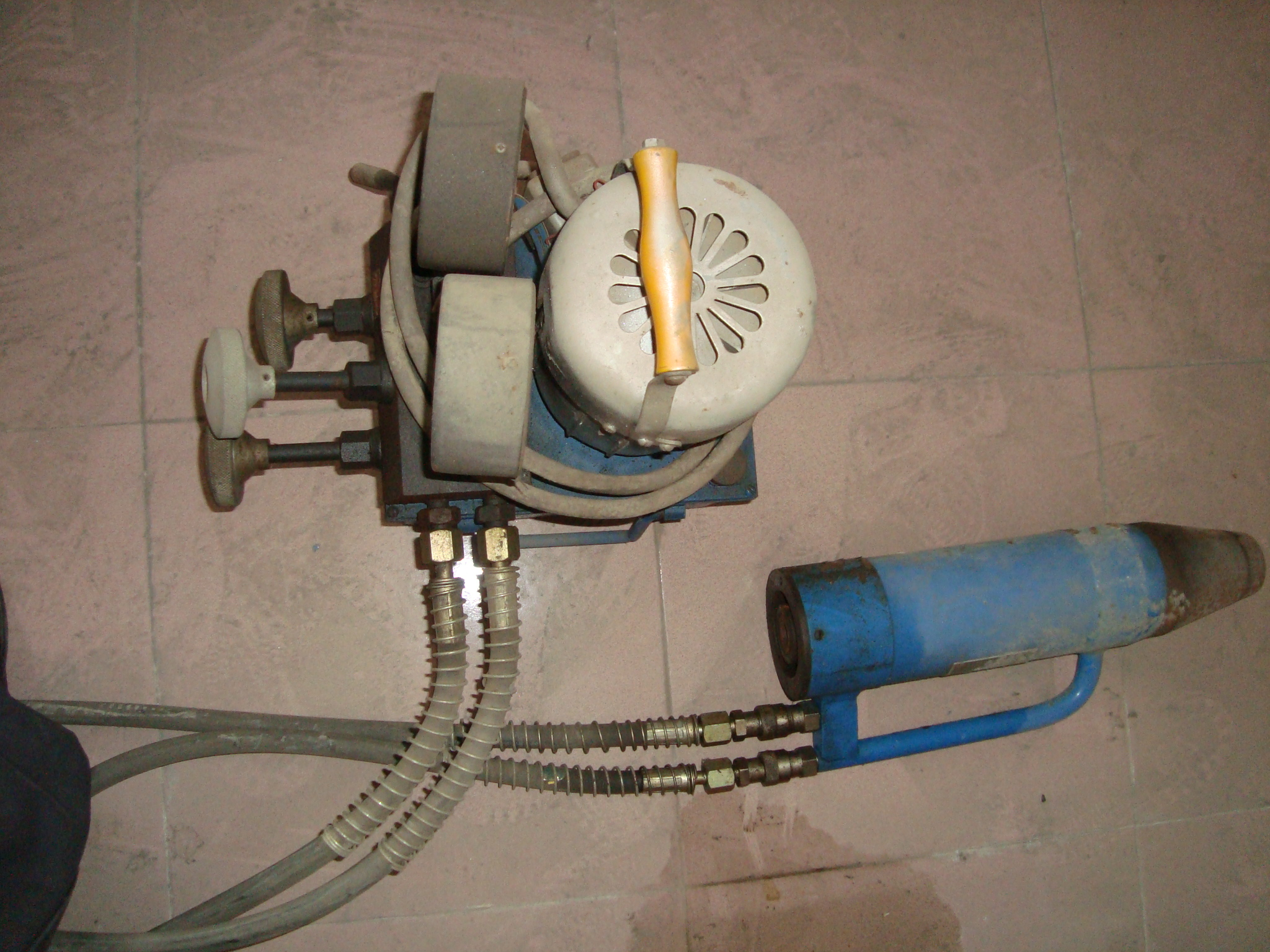
Máy kéo ứng suất trước loại đơn cáp

## Phân loại kết cấu bê tông ứng suất trước

### Bê tông ứng suất trước căng trước
Cốt thép ứng suất trước được kéo căng ra trước trên bệ khuôn đúc bê tông trước khi chế tạo kết cấu bê tông (như căng dây đàn). Sau đó kết cấu bê tông được đúc bình thường với cốt thép ứng suất trước như kết cấu bê tông cốt thép thông thường. Đến khi bê tông đạt đến một giá trị cường độ nhất định để có thể giữ được ứng suất trước, thì tiến hành cắt cốt thép rời ra khỏi bệ căng. Do tính đàn hồi cao của cốt thép, nó có xu hướng biến dạng co lại dọc theo trục của cốt thép. Nhờ lực bám dính giữa bê tông và cốt thép ứng suất trước, biến dạng này được chuyển hóa thành biến dạng vồng ngược của kết cấu bê tông so với phương biến dạng khi kết cấu bê tông chịu tải trọng. Phương pháp này tạo kết cấu ứng suất trước nhờ lực bám dính giữa bê tông và cốt thép, và được gọi là phương pháp căng trước vì cốt thép được căng trước cả khi kết cấu bê tông được hình thành và đạt tới cường độ thiết kế.
Phương pháp này, cần có một bệ căng cố định nên thích hợp cho việc chế tạo các kết cấu bê tông ứng suất trước đúc sẵn trong các nhà máy bê tông đúc sẵn. Kết cấu bê tông ứng suất trước căng trước có ưu điểm là dùng lực bám dính trên suốt chiều dài cốt thép nên ít có rủi ro do tổn hao ứng suất trước.

### Bê tông ứng suất trước căng sau dạng không liên kết

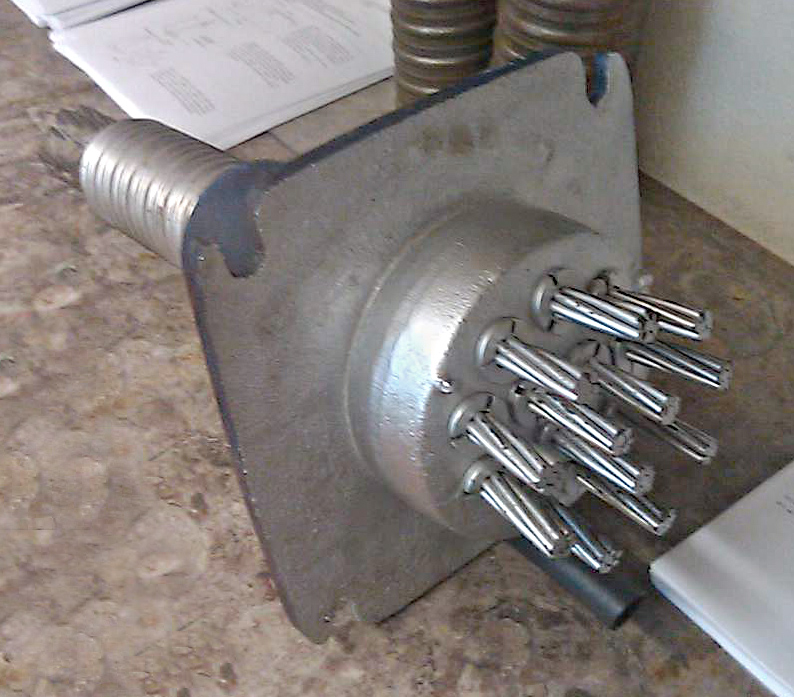
Cấu tạo cụm đầu neo và cáp ứng suất trước.

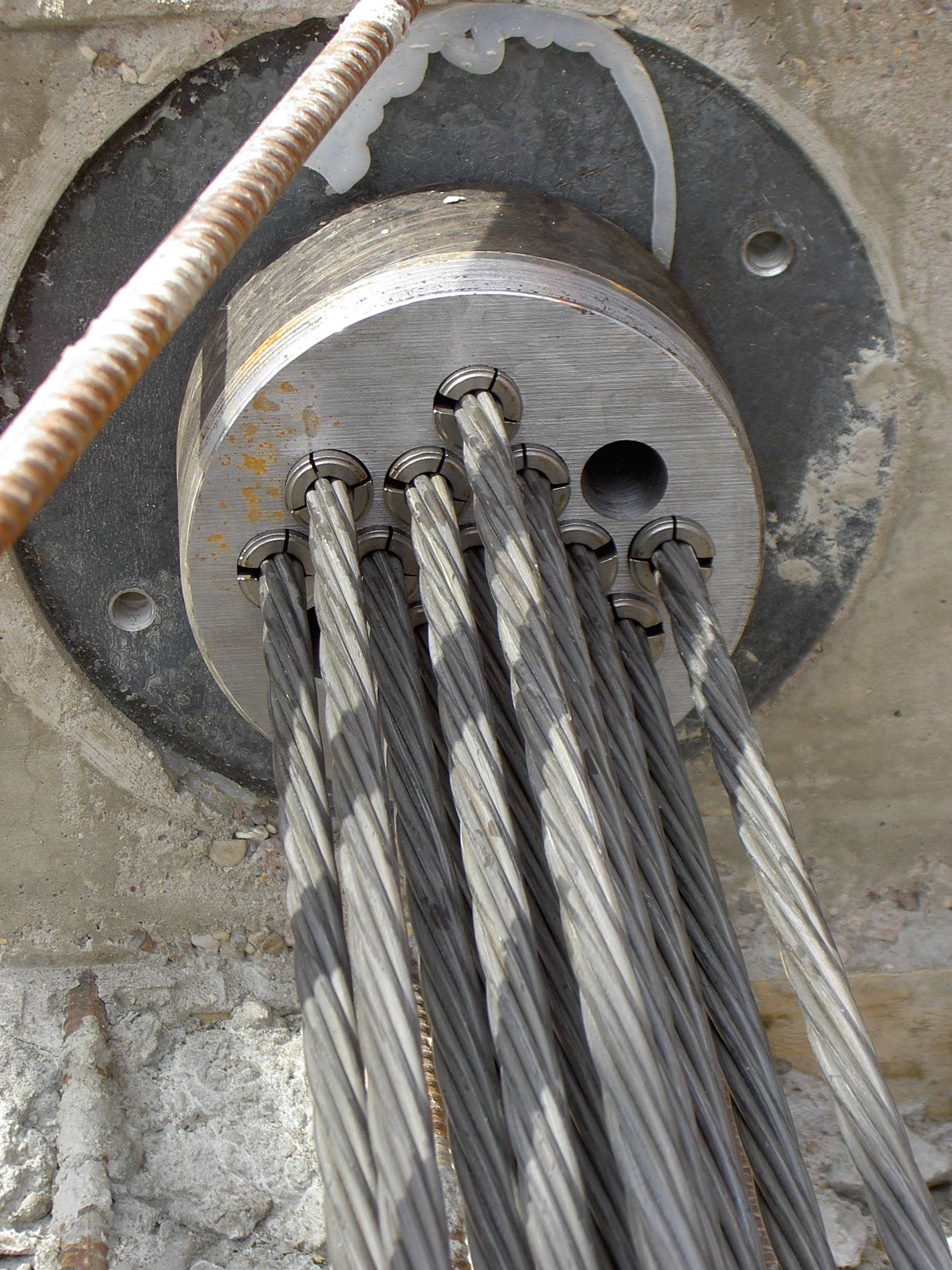
Đầu neo bê tông ứng suất trước tại vị trí làm việc, loại đa cáp.

Đây là loại kết cấu ứng suất trước được thi công căng cốt thép sau khi hình thành kết cấu nhưng trước khi chịu tải, và sử dụng phản lực đầu neo hình côn tại các đầu của cốt thép ứng suất trước để truyền áp lực ép mặt sang đầu kết cấu bê tông (gây ứng suất trước). Phương pháp này, không dùng lực bám dính giữa bê tông và cốt thép để tạo ứng suất trước, nên còn gọi là ứng suất trước căng sau không bám dính.
Cốt thép được lồng trong ống bao có chứa mỡ bảo quản chống gỉ, và được đặt bình thường vào trong khuôn đúc bê tông mà chưa được căng trước. Sau đó, đổ bê tông vào khuôn bình thường như chế tạo kết cấu bê tông cốt thép thông thường. Đến khi kết cấu bê tông cốt thép đạt cường độ nhất định đủ để chịu được ứng lực căng thì mới tiến hành căng cốt thép ứng suất trước. Cốt thép được kéo căng cốt thép dần dần bằng máy kéo ứng suất trước đến giá trị ứng suất thiết kế, nhưng vẫn nằm trong giới hạn đàn hồi của cốt thép ứng suất trước. Sau mỗi hành trình kéo thép, cốt thép lại được buông ra khỏi máy kéo, lúc đó cốt thép có xu hướng co lại vì tính đàn hồi. Nhưng do các đầu cốt thép (một trong hai hay cả hai đầu) được giữ lại bởi neo 3 lá hình côn nằm trong hốc neo hình côn bằng thép bịt ở hai đầu kết cấu bê tông, mà biến dạng đàn hồi này của cốt thép được chuyển thành phản lực đầu neo dạng áp lực ép mặt của má côn thép truyền sang đầu kết cấu bê tông (tạo ra ứng suất trước). Nhờ đó kết cấu bê tông được uốn vồng ngược với khi làm việc. Khi đạt đến ứng suất trước thiết kế thì mới cho kết cấu chịu tải trọng (cho làm việc).
Cốt thép ứng suất trước có thể là dạng thanh, dạng sợi cáp hay bó cáp. Mỗi sợi cốt thép ứng suất trước được tự do chuyển động trong lòng ống bao bằng nhựa có mỡ bôi trơn, mà không tiếp xúc với bê tông. Giữa bê tông và cốt thép không hề có lực bám dính.
Phương pháp này thuận lợi cho việc thi công tại hiện trường. Ứng dụng cho các kết cấu bê tông cốt thép ứng suất trước đổ tại chỗ. Tuy vậy, nhược điểm của phương pháp này là chỉ dựa vào các đầu neo để giữ ứng suất trước. Nếu các đầu neo này bị hỏng thì ứng suất trước trong cốt thép sẽ mất, kết cấu trở thành kết cấu bê tông thông thường, không đảm bảo chịu lực nữa.

### Bê tông ứng suất trước căng sau dạng liên kết

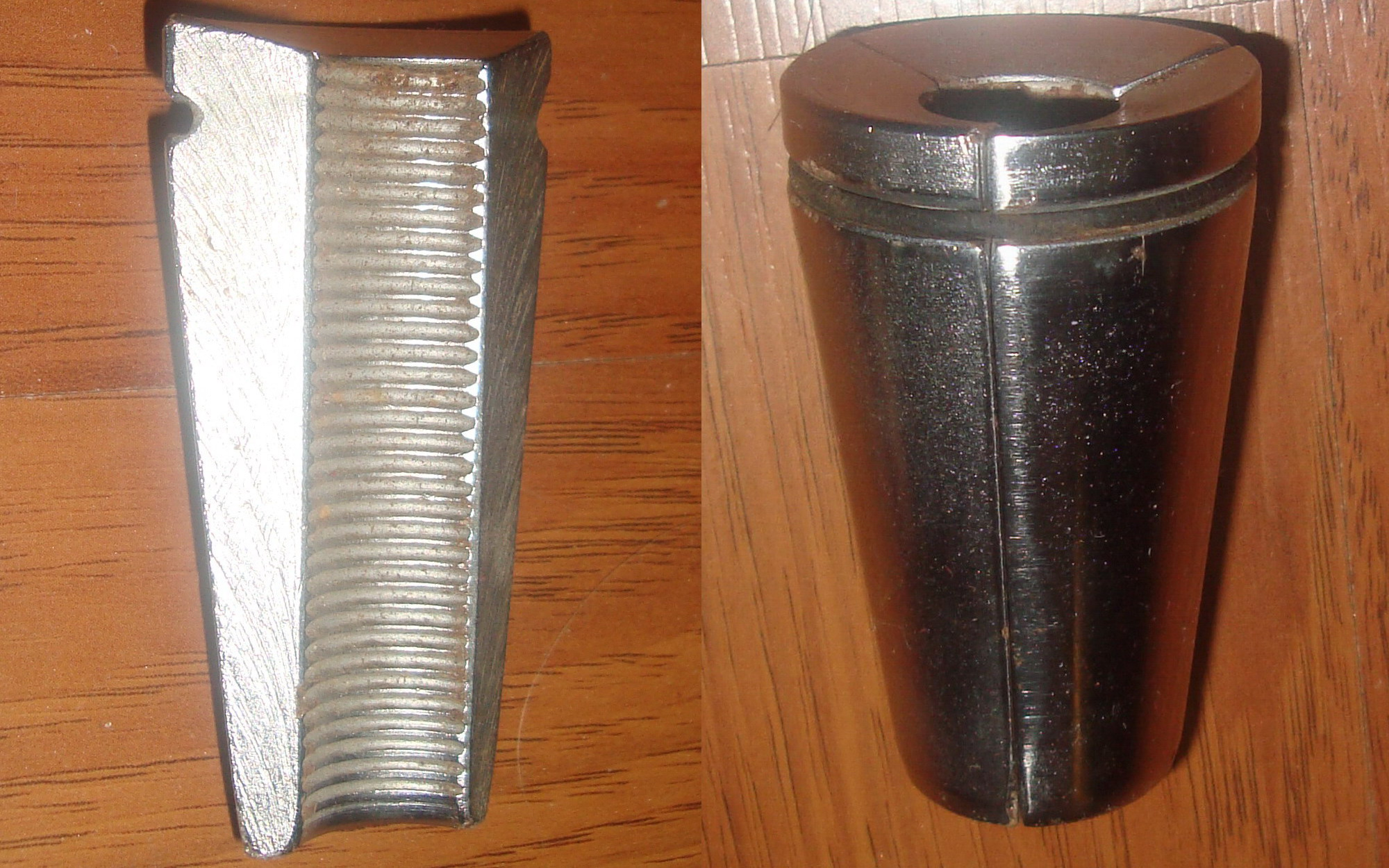
Neo 3 lá để kẹp cáp ứng suất trước trong hốc neo.

Đây là dạng kết cấu ứng suất trước căng sau sử dụng cả lực bám dính giữa cốt thép ứng suất trước với kết cấu bê tông, lẫn phản lực ép mặt đầu neo để giữ ứng suất trước. Loại này còn gọi là kết cấu bê tông ứng suất trước căng sau có bám dính.
Cốt thép được đặt trong ống bao. Ống bao bằng nhựa, nhôm hay thép được đặt trong kết cấu bê tông. Tiến hành tạo kết cấu bê tông cốt thép ứng suất trước căng sau như dạng không liên kết. Nhưng sau khi căng cốt thép đến ứng suất thiết kế, thì tiến hành bơm (hồ) vữa xi măng với áp lực cao vào trong lòng các ống bao để vừa tạo lớp vữa bảo vệ cốt thép vừa tạo môi trường truyền ứng lực bằng lực bám dính giữa cốt thép với vữa xi măng đông kết, ống bao và kết cấu bê tông bên ngoài.
Việc kiểm tra độ đầy chặt vữa xi măng trong ống bao được tiến hành nhờ có các đầu ống kiểm tra cắm vào trong ống bao. Bơm vữa áp lực cao tới khi phun đầy vữa ra các đầu thăm này có thể biết vữa đã chứa đầy trong ống cáp đến đoạn nào của kết cấu.
Đây là dạng kết cấu bê tông ứng suất trước căng sau cải tiến. Áp dụng cho kết cấu đúc tại chỗ tại hiện trường, mà ít gặp rủi ro do tổn hao ứng suất trước tại đầu neo.

## Ứng dụng
Kết cấu bê tông cốt thép tiền áp được dùng trong các tòa nhà cao tầng, lò phản ứng hạt nhân, cầu treo dây văng hay cầu treo dây võng, các bể chứa, xilô của các nhà máy.
Thi công kết cấu sàn nhà bê tông ứng suất trước căng sau:

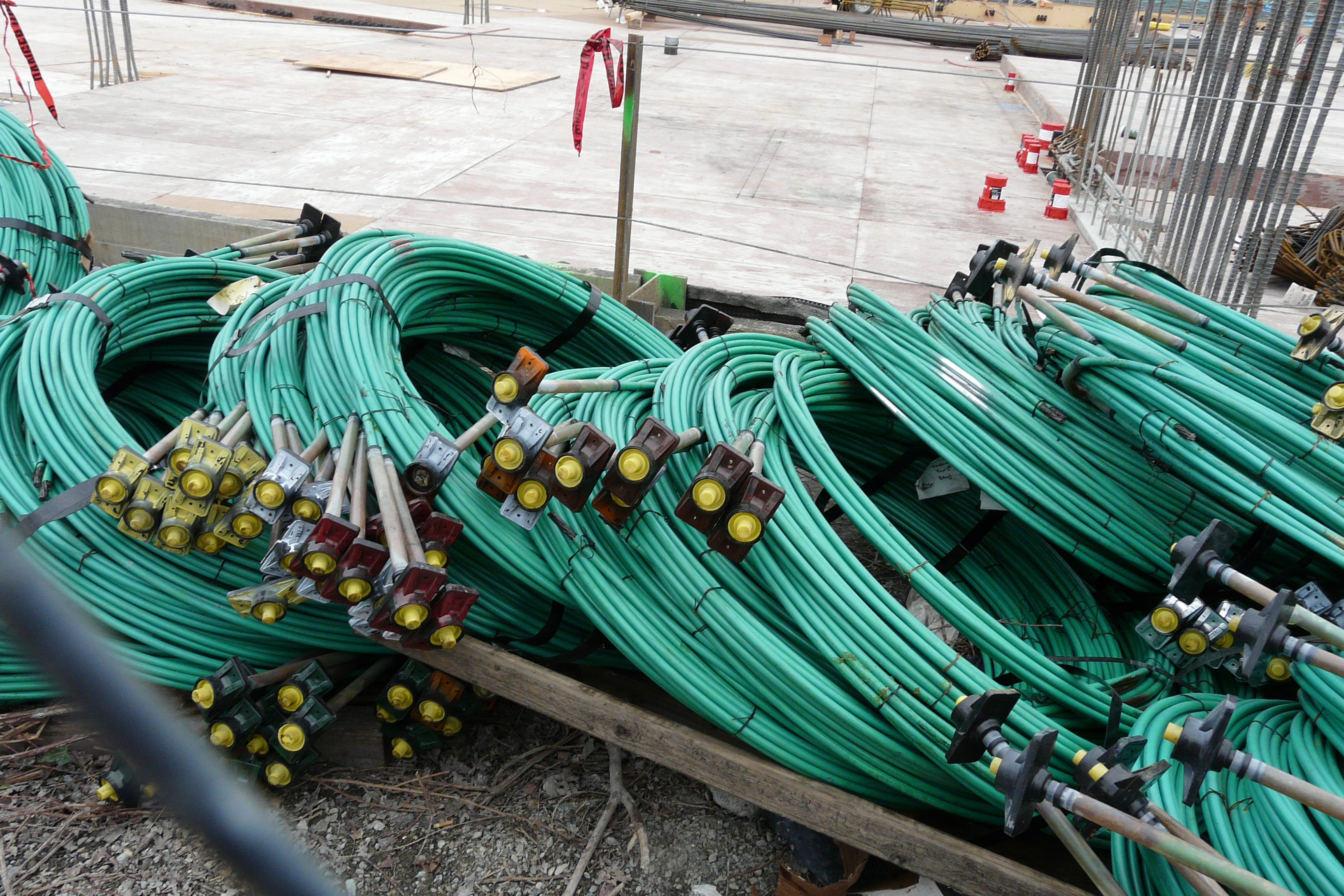
1. Cấu tạo của cáp ứng suất trước có vỏ bọc không bán dính.
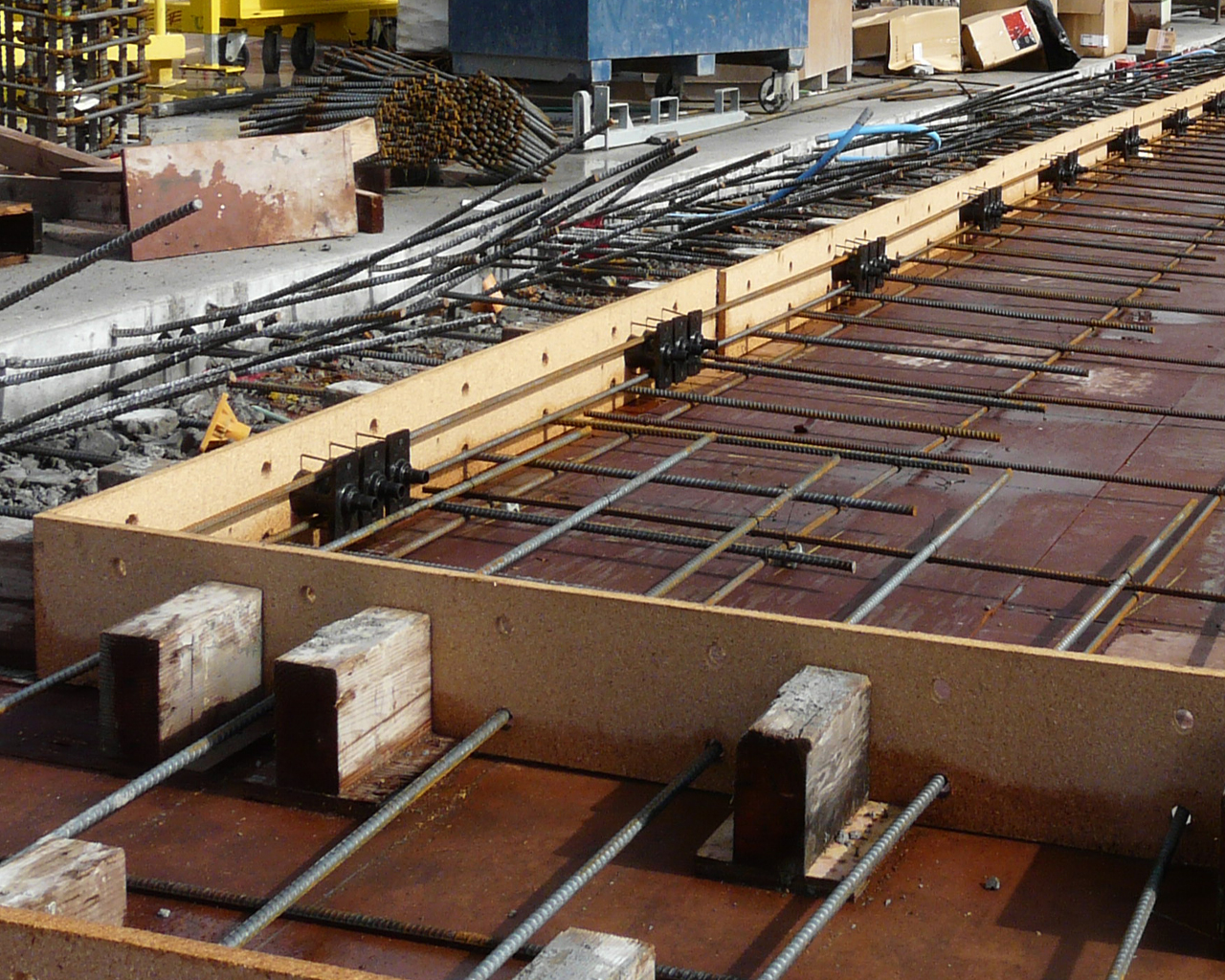
2. Lắp đặt các hốc neo cáp ứng suất trước (phía đầu kéo) vào thành cốp pha sàn.
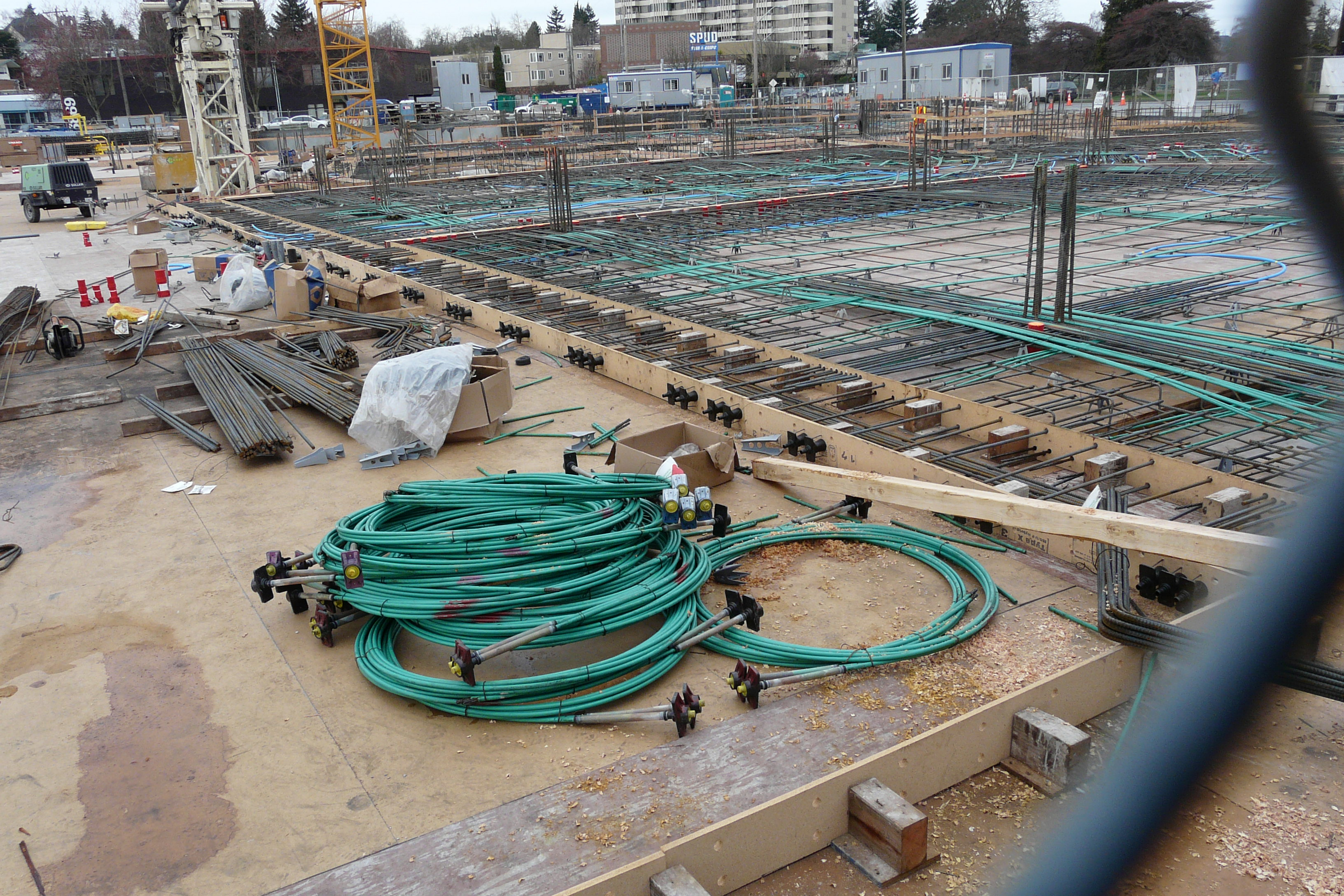
3. Đặt cáp dự ứng lực căng sau không bám dính cho sàn.
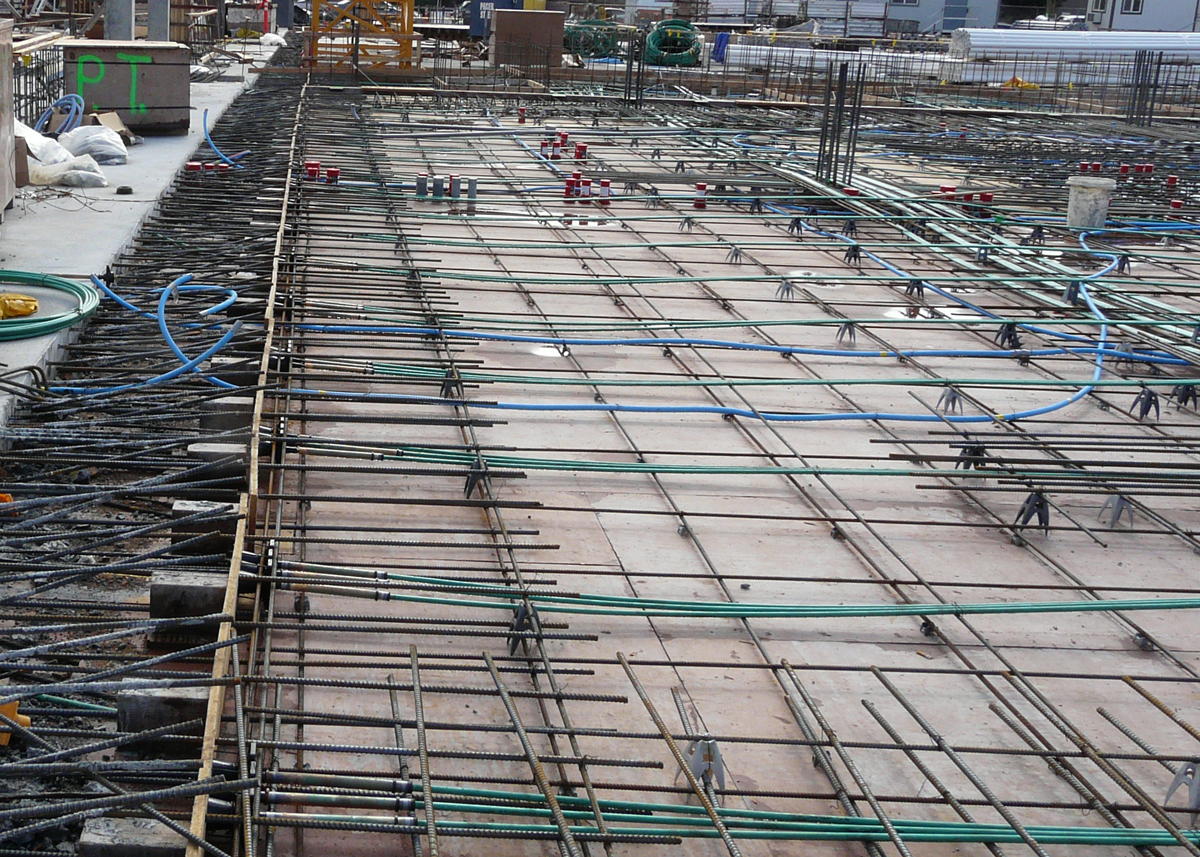
4. Đầu neo kéo căng cáp dự ứng lực
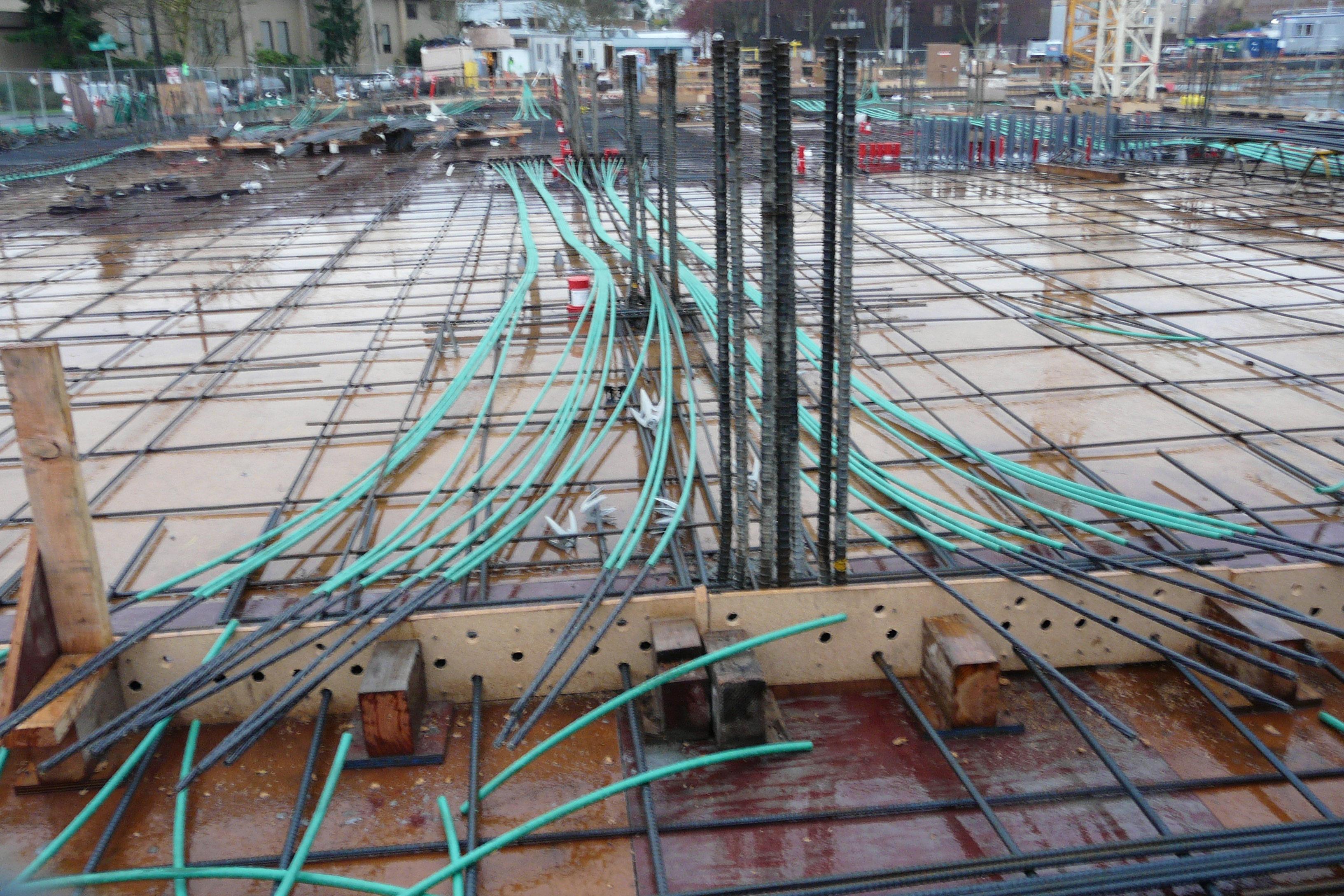
5. Post-tensioning cables stripped for placement in pulling anchors
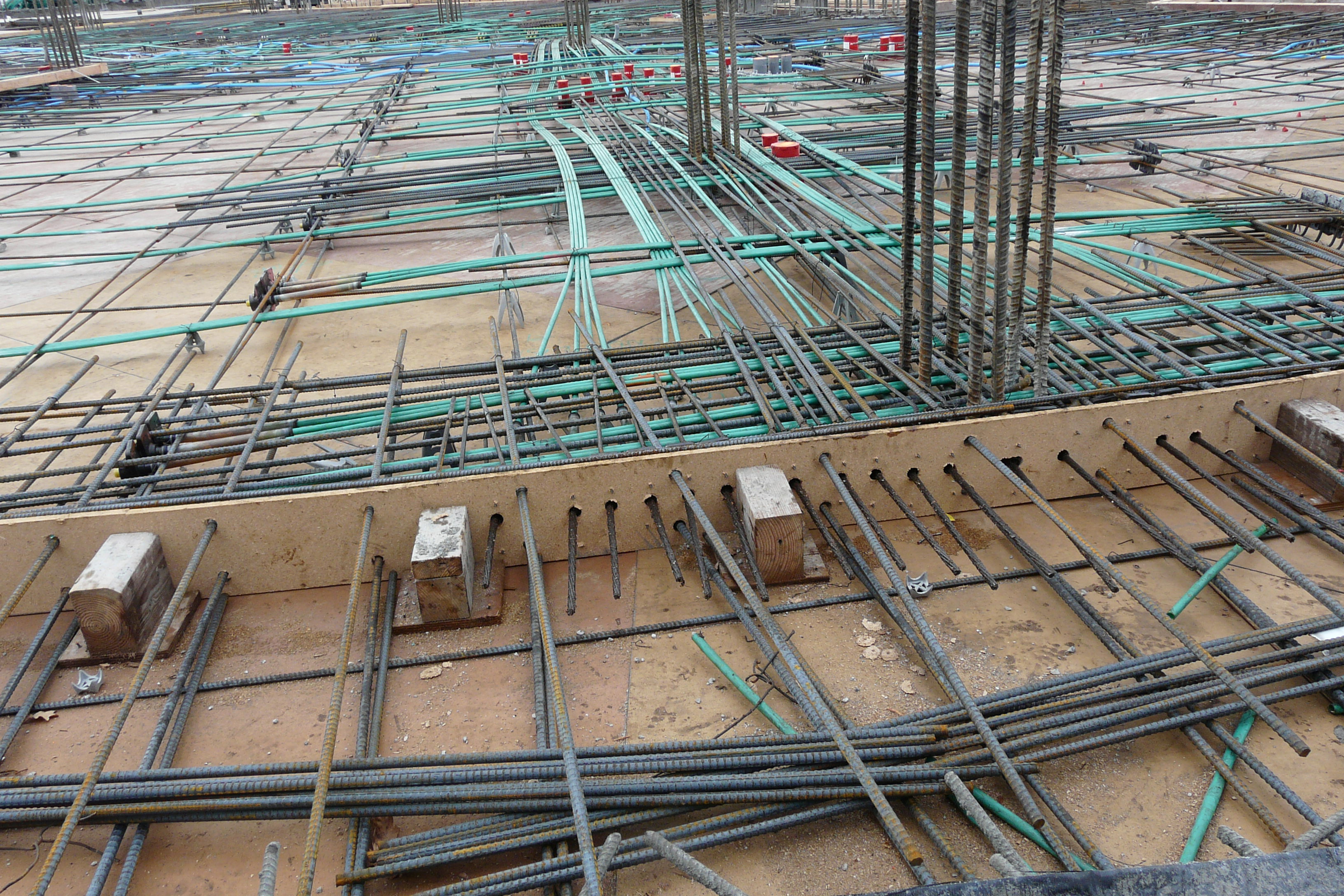
6. Cáp dự ứng lực được đặt vào vị trí
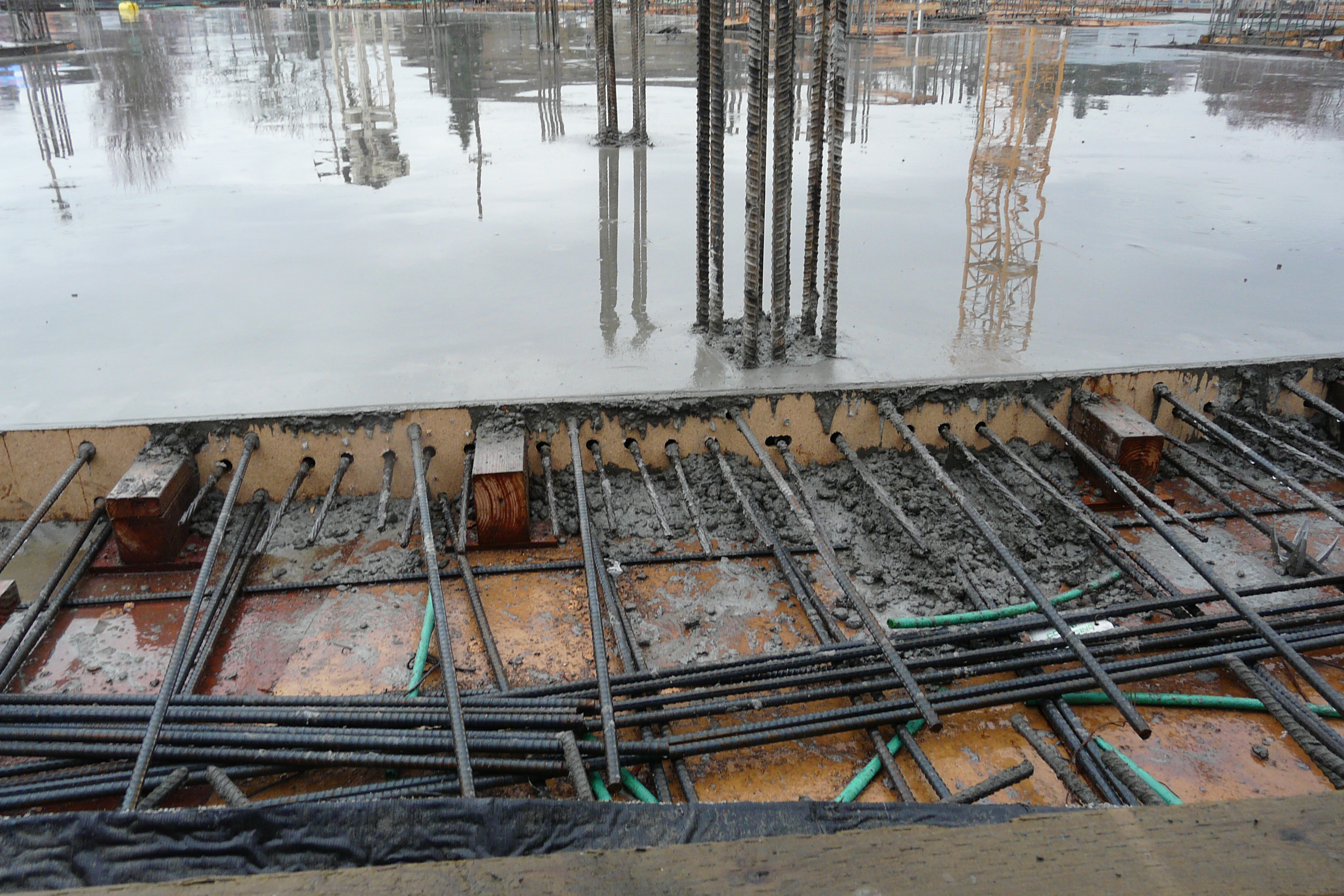
7. Đầu cáp dự ứng lực lộ ra ngoài bê tông mới đổ
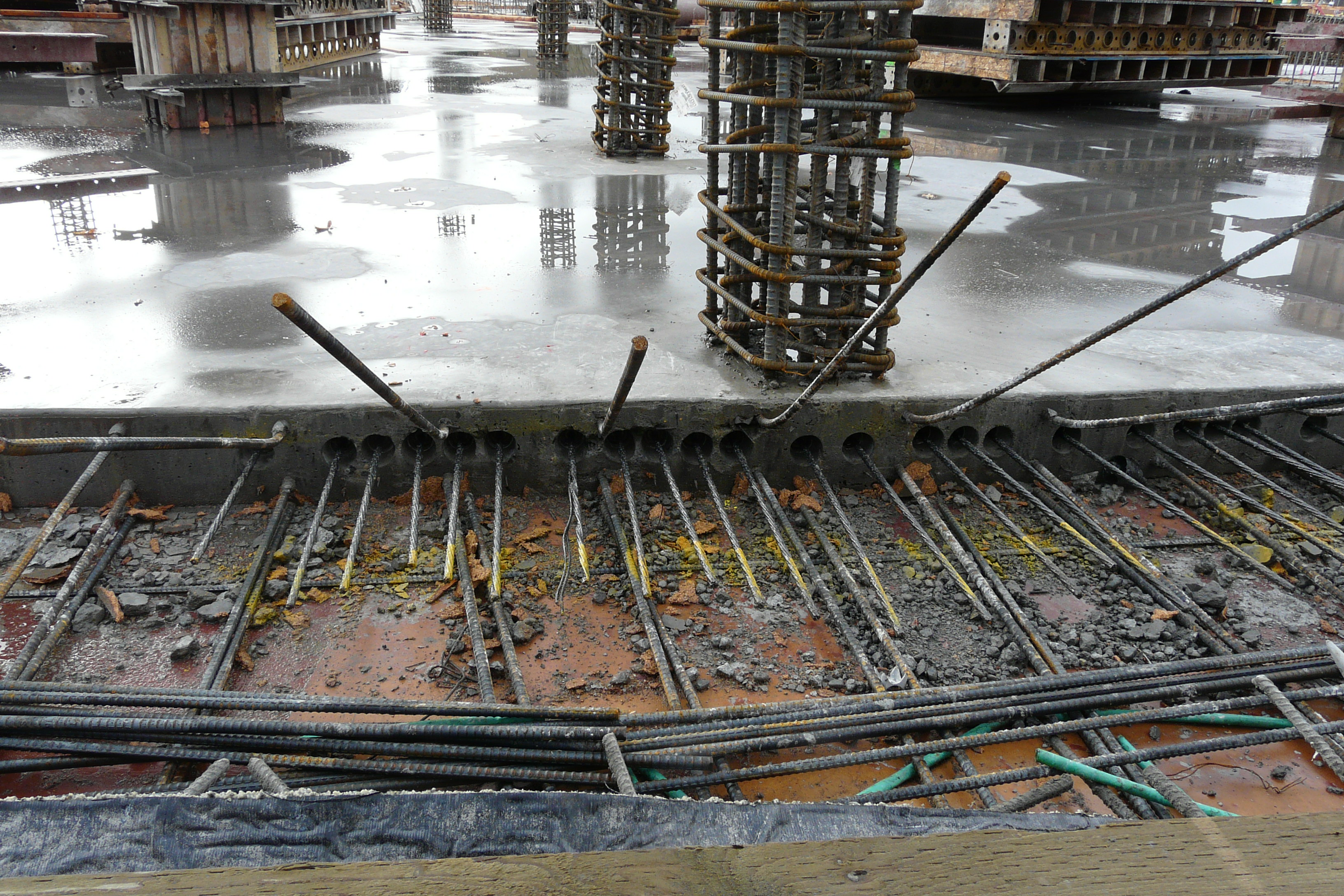
8. Post-tensioning cable ends extending from concrete slab
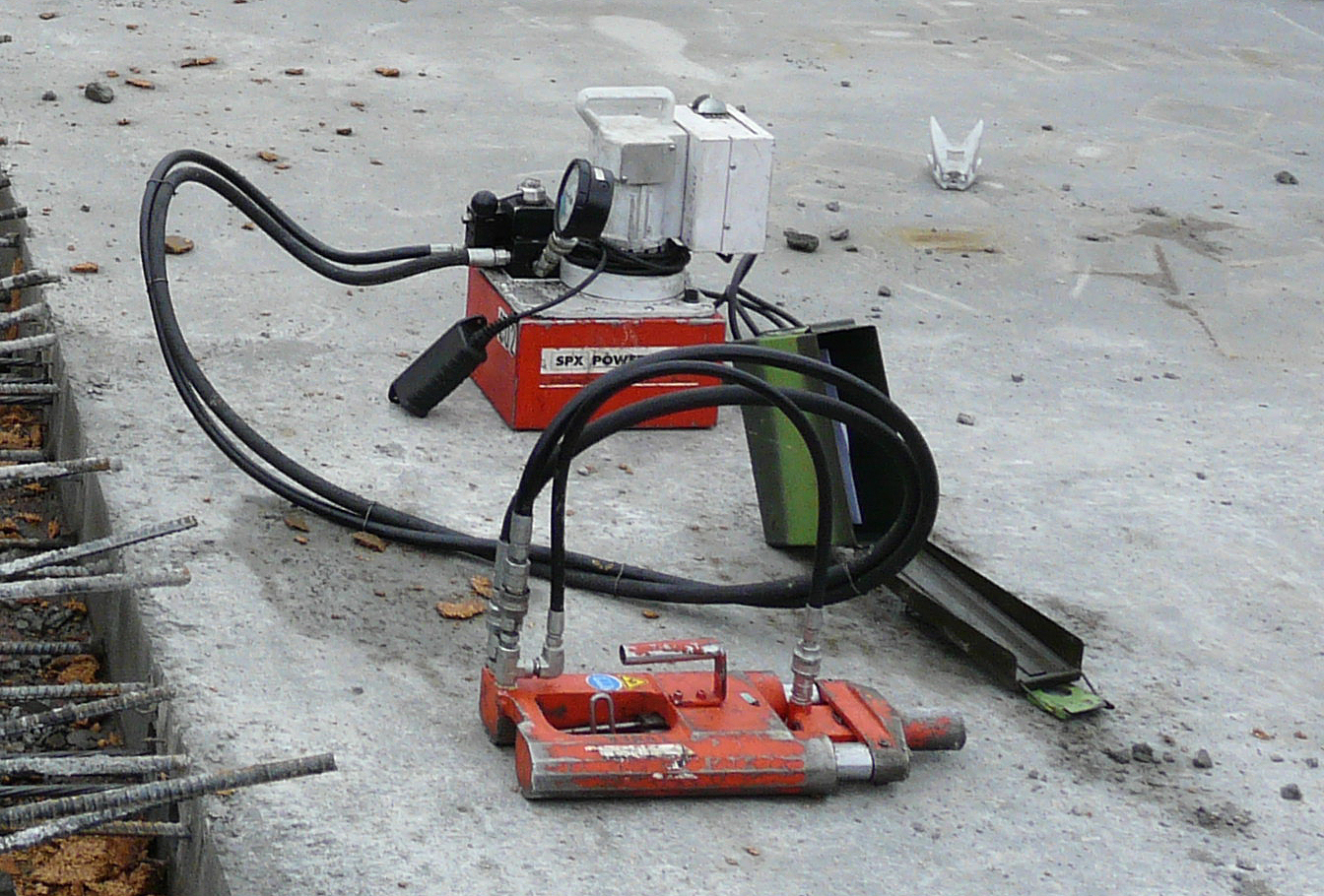
9. Kích thủy lực dùng để căng cáp dự ứng lực
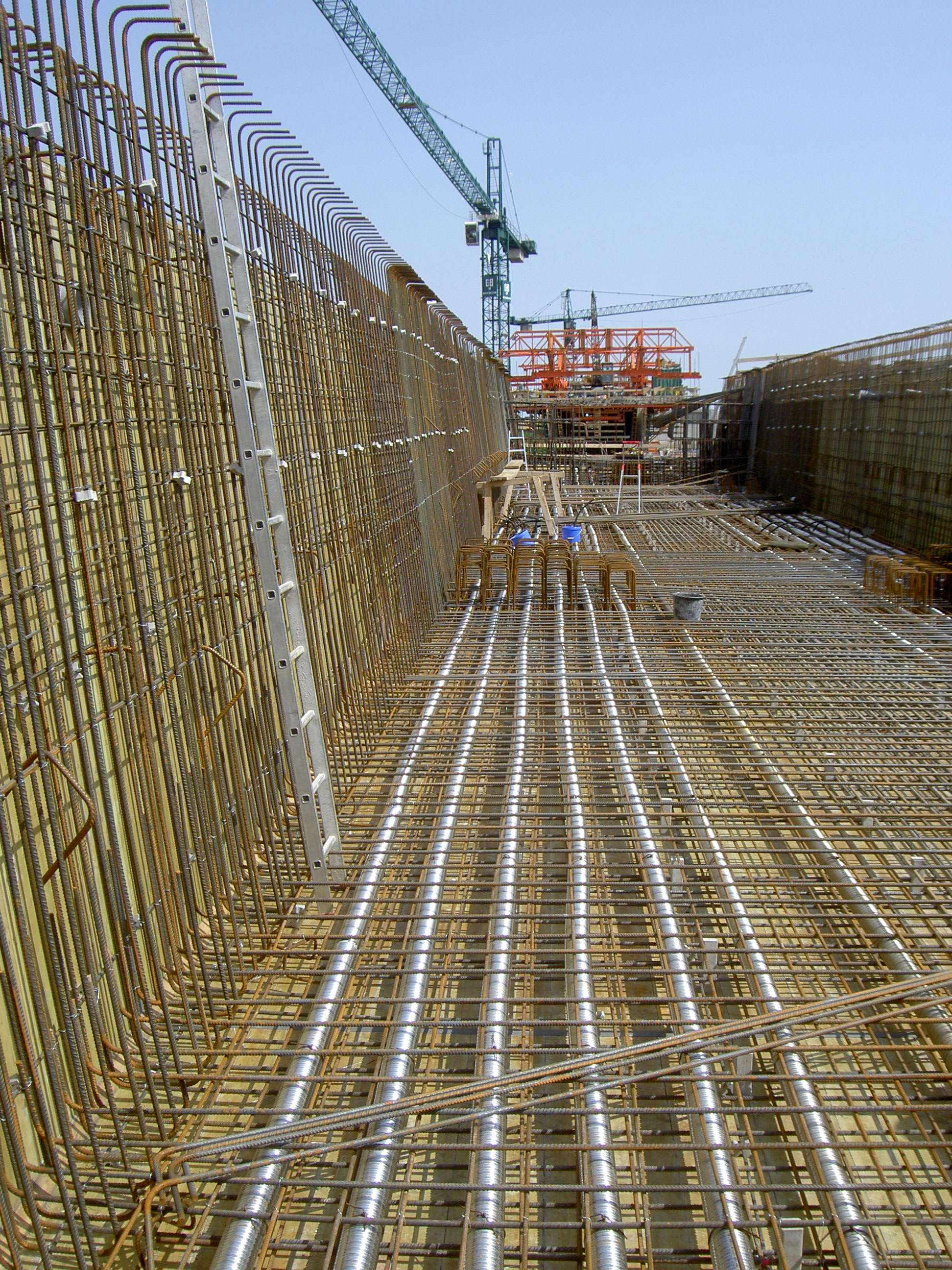
10. Cable conduits in formwork